# Calle de San Geroteo
La calle de San Geroteo es una vía pública de la ciudad española de Segovia.

## Descripción

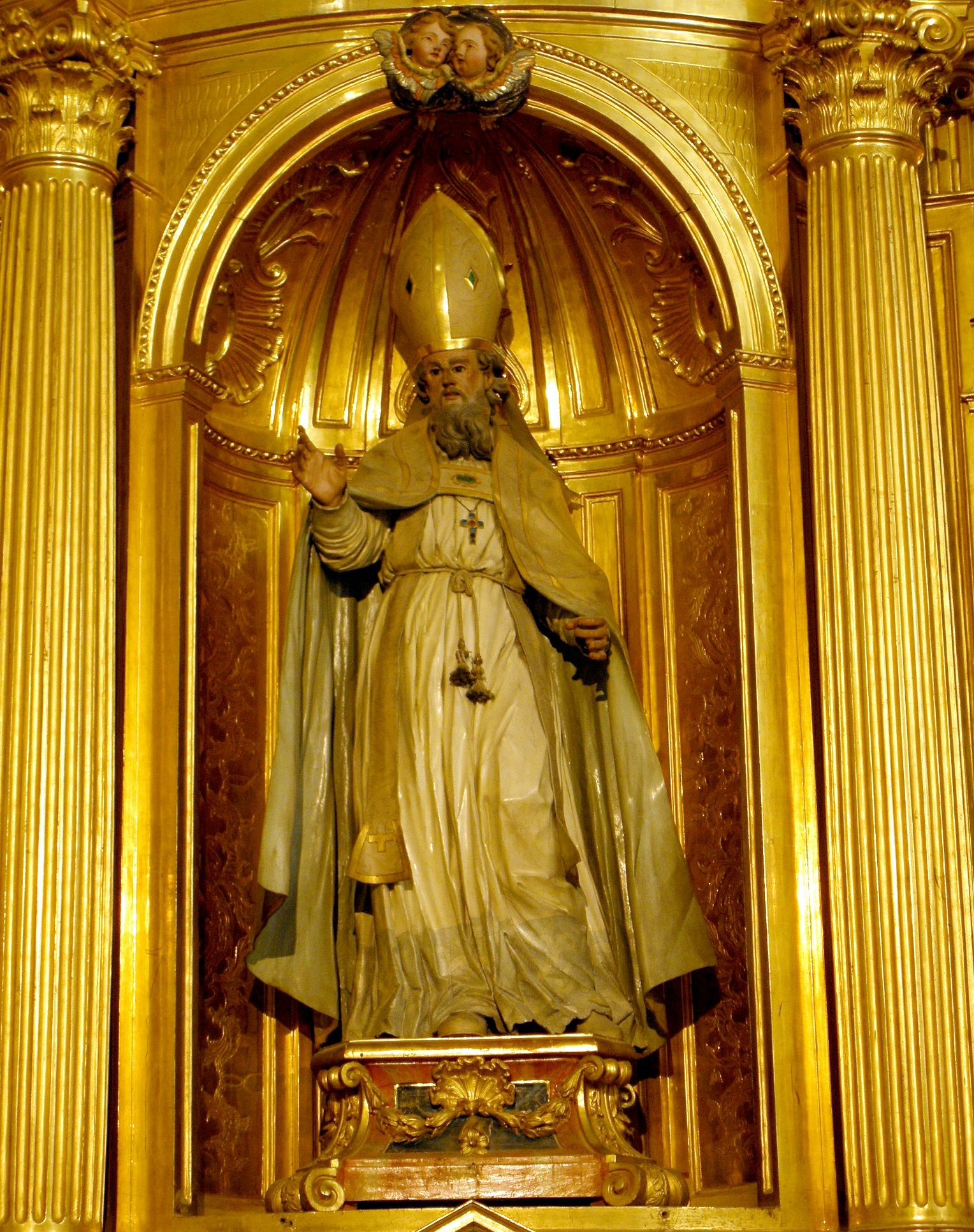
Talla de san Geroteo, que da nombre a la calle, en la capilla de su mismo nombre en la catedral de la ciudad

La calle debe su nombre a san Geroteo, que según la tradición habría sido santo obispo de la ciudad. Discurre desde la calle de Barrionuevo hasta la plaza de su mismo nombre. Aparece descrita en Las calles de Segovia (1918) de Mariano Sáez y Romero con las siguientes palabras:

San Geroteo.—Está comprendida entre la calle de Barrionuevo y la plazuela de San Geroteo. Es una calle corta, en uno de cuyos lados se alza la parte de la Catedral que da al mediodía y donde está la puerta llamada de San Geroteo. Se designa así la calle en recuerdo del Santo segoviano San Geroteo o Hieroteo, uno de los primeros Obispos de esta Ciudad. Discutida ha sido la existencia de este Santo Obispo, pues ha habido quien ha negado que haya regido nunca la diócesis segoviana, y hasta han puesto en duda que la persona haya tenido nada que ver con Segovia y aun su existencia real y que sólo eran noticias tomadas de los falsos cronicones. La piedad segoviana, sin embargo, le ha considerado siempre como su primitivo Obispo y así le ha dado culto que corresponde el día 3 de octubre; tiene su imagen en el altar mayor de la Catedral, en capilla especial en una del ochavo, y en la parte meridional en la puerta que da a esta calle, se alza también en piedra la escultura del Santo Obispo. Hoy, después de los trabajos de D. Ildefonso Rodríguez sobre San Geroteo, está confirmada la existencia del Santo Obispo como uno de los primeros que gobernaron esta diócesis. [...] Fundó la Catedral (la de cerca de Eresma), siguió dedicándose a la predicación en diferentes partes de España, marchó otra vez a Grecia y trajo a la vuelta imágenes de la Virgen, con las que dotó a varias iglesias, y de aquí la tradición de haber traído el Santo la de Nuestra Señora de la Fuencisla. Once años rigió esta diócesis, siempre trabajando y defendiéndose de los peligros que le perseguían en aquella época de tanta lucha para el cristianismo y lleno de virtudes murió en nuestra Ciudad el año 75 de nuestra era, bajo el imperio de Vespasiano y pontificado de San Lino. La tradición dice que murió degollado, y con la cabeza en la mano siguió predicando a los enemigos de Dios. Su cabeza está en el monasterio cisterciense de Sandoval, y en Segovia cuatro de sus huesos traídos solemnemente en diciembre de 1650 y guardados en un relicario de plata. En 1664 se instruyó una información para demostrar que fué el primer Obispo de Segovia, cronología de los Obispos que siguió sucediéndose, excepto un interregno sin prelado por haber sido destruída la Ciudad por Teodosio a principios del siglo V y depender ese tiempo del obispado de Palencia, hasta que después otra vez en 586 sigue con Pedro la continuación hasta el día, de los Obispos de Segovia.
(Sáez y Romero, 1918, pp. 161-163)